# Октябрьский округ (Мурманск)

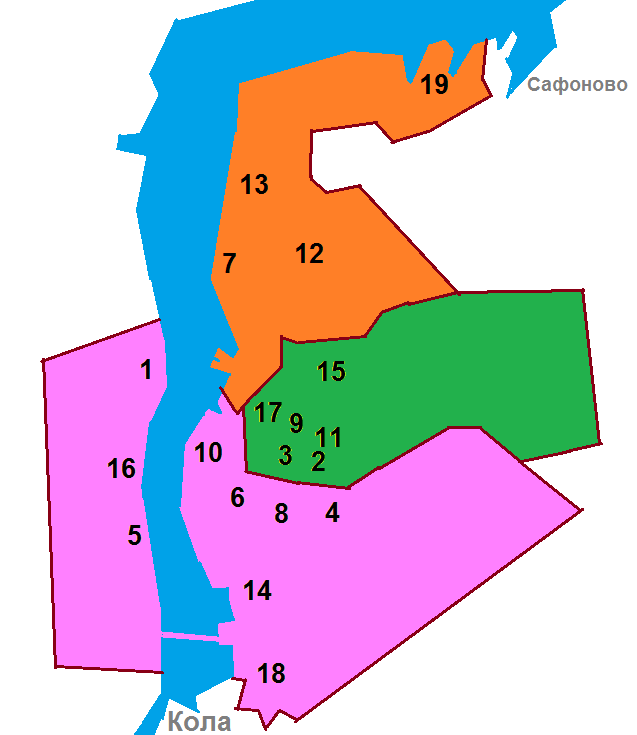
Октябрьский административный округ Микрорайоны:
2. Больничный городок
3. Гвардейский
9. Новое плато
11. Планерное поле
15. Скальный
17. Центр города.

Октябрьский административный округ — один из трёх административных округов Мурманска, находится в центральной части города.

## История
- Микояновский район был образован 20 апреля 1939 года, когда Мурманск был разделён на три района (Кировский, Ленинский и Микояновский).
- С 1948 по 1951 год и с 1958 по 1967 год районы были упразднены.
- 30 октября 1957 года Микояновский район был переименован в Октябрьский.
- В 1995 году район был преобразован в округ.

## География

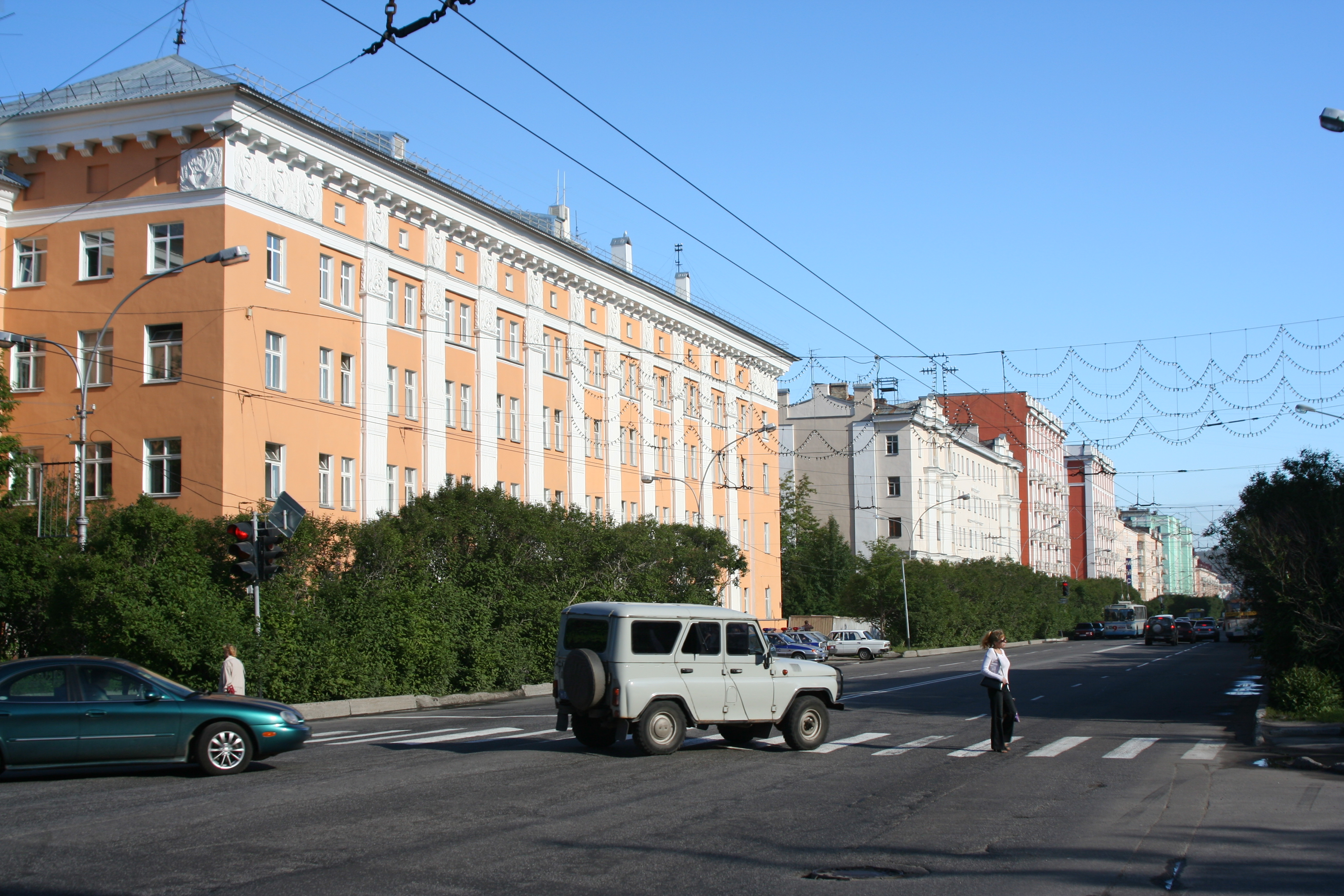
Проспект Ленина

Район расположен в центральной части города. В западной его части располагается несколько озёр, крупнейшие из которых Большое, Среднее, Малое и Питьевое. С востока на запад протекает Варничный ручей, который по большей части маршрута заключён в трубы. Существуют проекты по восстановлению природного русла ручья.

## Население
| 2002    | 2009    | 2010    | 2012    | 2013    | 2014    |
| ------- | ------- | ------- | ------- | ------- | ------- |
| 104 831 | ↘95 817 | ↘95 569 | ↘94 643 | ↘93 360 | ↘92 183 |

Численность населения, проживающего на территории Октябрьского округа, по данным Всероссийской переписи населения 2010 года составляет 95569 человек, из них 43755 мужчин (45,8 %) и 51814 женщин (54,2 %). Население района по состоянию на 2009 год составляло 95 817 человек.

## Микрорайоны
Округ территориально включает микрорайоны: Центр города, Больничный городок,  Гвардейский, Новое плато, Планерное поле, Скальный.

## Улицы
Главная улица округа и всего города — проспект Ленина. К крупным улицам можно также отнести улицу Шмидта, проспект Кирова, улицы Коминтерна, Карла Маркса, Карла Либкнехта, Книповича и Полярные Зори.

## Достопримечательности
В округе находится множество памятников: В честь строителей, погибших в 1941—1945 годах, воинам 6-й Героической комсомольской батареи, памятник жертвам интервенции, памятники С. М. Кирову, В. И. Ленину, А. Ф. Бредову, И. Д. Папанину, Кириллу и Мефодию и многие другие. Самым высоким зданием Октябрьского округа и всего города является 18-этажная гостиница «Арктика».